# Craig Forsyth
Craig Forsyth (* 24. Februar 1989 in Carnoustie) ist ein schottischer Fußballspieler, der seit 2013 beim englischen Verein Derby County unter Vertrag steht.

## Karriere

### FC Dundee
Craig Forsyth debütierte am 11. November 2006 im Alter von 17 Jahren für den FC Dundee bei einem 3:2-Auswärtssieg über den FC Livingston. Nach einem zwischenzeitlichen Wechsel auf Leihbasis zum FC Montrose und FC Arbroath etablierte er sich in der Saison 2009/10 als Stammspieler beim schottischen Zweitligisten. In der anschließenden Spielzeit 2010/11 erzielte er in dreiunddreißig Ligaspielen acht Treffer.

### FC Watford
Am 21. Juni 2011 wechselte Forsyth zum englischen Zweitligisten FC Watford und unterzeichnete einen Dreijahresvertrag. Im Verlauf der Football League Championship 2011/12 bestritt er für seinen neuen Verein zwanzig Ligaspiele und erzielte dabei drei Treffer. Am 19. Oktober 2012 wechselte er aufgrund schlechter Einsatzchancen in Watford auf Leihbasis zum Viertligisten Bradford City. Am 4. März 2013 erfolgte ein weiteres Leihgeschäft zum Zweitligisten Derby County.

### Derby County
Nach dem überzeugenden Leihgeschäft verpflichte ihn Derby zu Beginn der Saison 2013/14 auf fester Vertragsbasis.

### Nationalmannschaft
Sein erstes A-Länderspiel machte er am 28. Mai 2014 beim Freundschaftsspiel gegen Nigeria, als er in der 77. Minute eingewechselt wurde.